# Chamaeleo ruspolii
Chamaeleo ruspolii är en ödleart som beskrevs av  Oskar Boettger 1893. Chamaeleo ruspolii ingår i släktet Chamaeleo och familjen kameleonter. Inga underarter finns listade i Catalogue of Life.